# ریزرود (برند)
ریزِرود Reserved یک برند ریتیل پوشاک لهستانی است که دفتر مرکزی آن در شهرگدانسک، استان پومرانی، در کشور لهستان قرار دارد. این شرکت در سال ۱۹۹۹ تأسیس شد و همچنان بزرگ‌ترین شرکت از گروه شرکت‌های ال پی پی است که دارای بیش از ۱۷۰۰ فروشگاه ریتیل در بیش از ۲۰ کشور جهان است و شرکت ال پی پی مالک برندهای دیگری در صنعت پوشاک مانند کراپپ، هاوس، موهیتو و سین سِی می‌باشد. ریزِرود Reserved دارای بیش از ۴۶۰ فروشگاه در سراسر جهان است.

## تاریخچه
شرکت ال پی پی در سال ۱۹۸۹ تأسیس شد و اولین فروشگاه‌ها با برند مد و پوشاک ریزِرود Reserved در سال ۱۹۹۹ افتتاح شد. بنیانگذاران این شرکت مارِک پیخوتسکی، فارغ‌التحصیل مهندسی عمران از دانشگاه فناوری گدانسک و یِرژی لوبیانیتس که یک تاجر، هستند. در سال ۲۰۰۱، عرضه سهام این شرکت در بورس اوراق بهادار وَرشو انجام پذیرفت.
در سال ۲۰۱۴، ریزِرود Reserved اولین فروشگاه خود را در
رکلینگهاوزن، آلمان، افتتاح نمود.
در سپتامبر ۲۰۱۶، اعلام شد که ریزِرود Reserved، فروشگاه اصلی سابق دپارتمان استور (بریتیش هوم استور بی.اچ. اس) را در خیابان آکسفورد، لندن را اجاره خواهد نمود.این فروشگاه به‌طور رسمی در ۶ سپتامبر ۲۰۱۷ افتتاح شد.
در اکتبر ۲۰۱۸، اولین فروشگاه ریزِرود Reserved در آلماتی، قزاقستان افتتاح شد. در دسامبر همان سال، این برند مجموعه ای ویژه را در فروشگاه‌های خود ارائه نمود که با همکاری وگ بریتانیا خلق شده بود.
در دسامبر ۲۰۱۹، ریزِرود Reserved اولین فروشگاه خود را در آسمان‌خراش ابوظبی پلازا، در نورسلطان، قزاقستان افتتاح نمود. در سال ۲۰۲۰، این شرکت اولین فروشگاه خود را در دبی، امارات متحده عربی راه اندازی نمود.
در سال ۲۰۲۰،ریزِرود Reserved در رتبه‌بندی بهترین برندها در سال ۲۰۲۰ قرار گرفت که شامل ۱۰ برند برتر در لهستان است که توسط YouGov و Inquiry گردآوری شده است.
در سال ۲۰۲۰، این شرکت فرایند راه اندازی مجموعه Eco Aware را آغاز نمود که هدف از آن جایگزینی منسوجات استاندارد با مواد و محصولات مُد پایدار و تهیه شده در کارخانه‌هایی است که استانداردهای کاهش استفاده از منابع طبیعی را در فرایند تولید رعایت می‌کنند. این برند، برنامه‌هایی را برای ارائه بیش از ۵۰ درصد البسه تولیدی را با برچسب Eco Aware اعلام نمود.
در سال ۲۰۲۰، مالک برند، برنامه‌های خود را برای گسترش بیشتر در بازار اتحادیه اروپا را با ورود به ایتالیا، یونان و قبرس و همچنین تقویت جایگاه برند Reserved در آلمان و بریتانیا اعلام نمود.
در سال ۲۰۲۳، این شرکت اولین فروشگاه مرکزی خود را در میلان، ایتالیا افتتاح نمود. این فروشگاه در خیابان کورسو ویتوریو امانوئلو II که مرکز اصلی خرید شهر است، واقع شده و بخشی از استراتژی تمرکز مجدد بر بازار اروپای غربی است.
در همان سال، این برند همکاری خود را با «شرکت تولیدات سرامیکی
بولسواویتس» آغاز نمود که منجر به خلق مجموعه‌ای از سرامیک، لوازم جانبی و لباس‌ها با الهام از طراحی‌های سنتی بولسواویتس شد.

### موقعیت‌های فروشگاهی
علاوه بر لهستان، ریزِرود Reserved دارای فروشگاه‌هایی در کشورهای، آلمان، استونی، اسرائیل، اسلواکی، اسلوونی، اطریش، امارات متحده عربی، اوکراین، ایتالیا، بریتانیای کبیر، بلاروس، بلغارستان، بوسنی و هرزگوین، جمهوری چک، رومانی، صربستان، عربستان سعودی، فرانسه، فنلاند، قزاقستان، قطر، کرواسی، کویت، لتونی ،لیتوانی، مجارستان، مصر و مقدونیه شمالی می‌باشد.

### مدل‌ها
ریزِرود Reserved با تعدادی از هنرمندان و مدل‌هایی که در کمپین‌های تبلیغاتی این برند شرکت کرده‌اند از جمله، کیت ماس، کندال جنر، سیندی کرافورد، بروکلین بکهام، کارا دلوین، فرآیا بِها اریکسن، جرجیا می جگر، ماگدالنا فرونسکویاک، آنه ویالیتسینا، ادووا آبوآه، جردن دان، جُن کُرتاخارِنا، ایرینا شایک و آنا یاگوجینسکا.
همکاری نموده است.

### تعلیق کسب و کار در روسیه
در ۴ مارس ۲۰۲۲، ال پی پی، مالک برند، تمام فعالیت‌های تجاری خود را در بازار روسیه در کنار بسیاری از شرکت‌های بین‌المللی دیگر به عنوان پاسخی به حمله روسیه به اوکراین در سال ۲۰۲۲ به حالت تعلیق درآورد.
این شرکت همچنین موقتاً کسب و کار خود را در اوکراین به حالت تعلیق درآورده و دفاتر اداری خود را از کی‌یف به لویو منتقل نمود. البته فروشگاه‌ها در اوکراین در ژوئن ۲۰۲۲ مجدداً بازگشایی شدند.
در سال ۲۰۲۲، روسیه دومین بازار بزرگ برای شرکت هلدینگ اصلی برند (ال پی پی) با تقریباً ۵۰۰ فروشگاه و یک مرکز توزیع کالا بود و در کنار بازار اوکراین تقریباً ۲۵ درصد از درآمد شرکت را تشکیل می‌داد.
در ماه ژوئیه ۲۰۲۲ اعلام شد که ال پی پی فروشگاه‌های خود را در روسیه به شرکتی به نام "Far East Services - FZCO" ثبت شده در امارات متحده عربی فروخت.

## نگارخانه

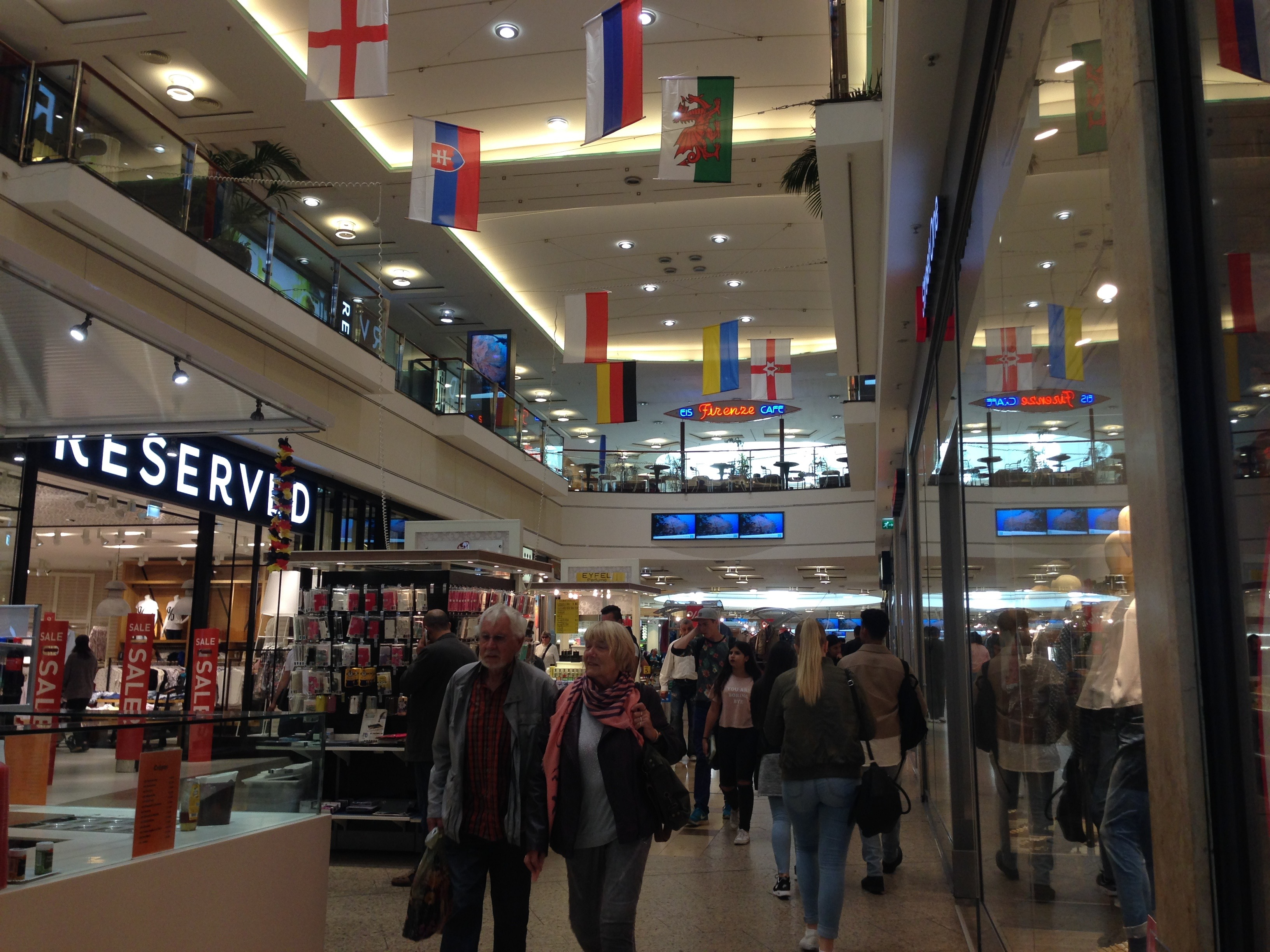
فروشگاهٰ Reserved در ووپرتال، آلمان
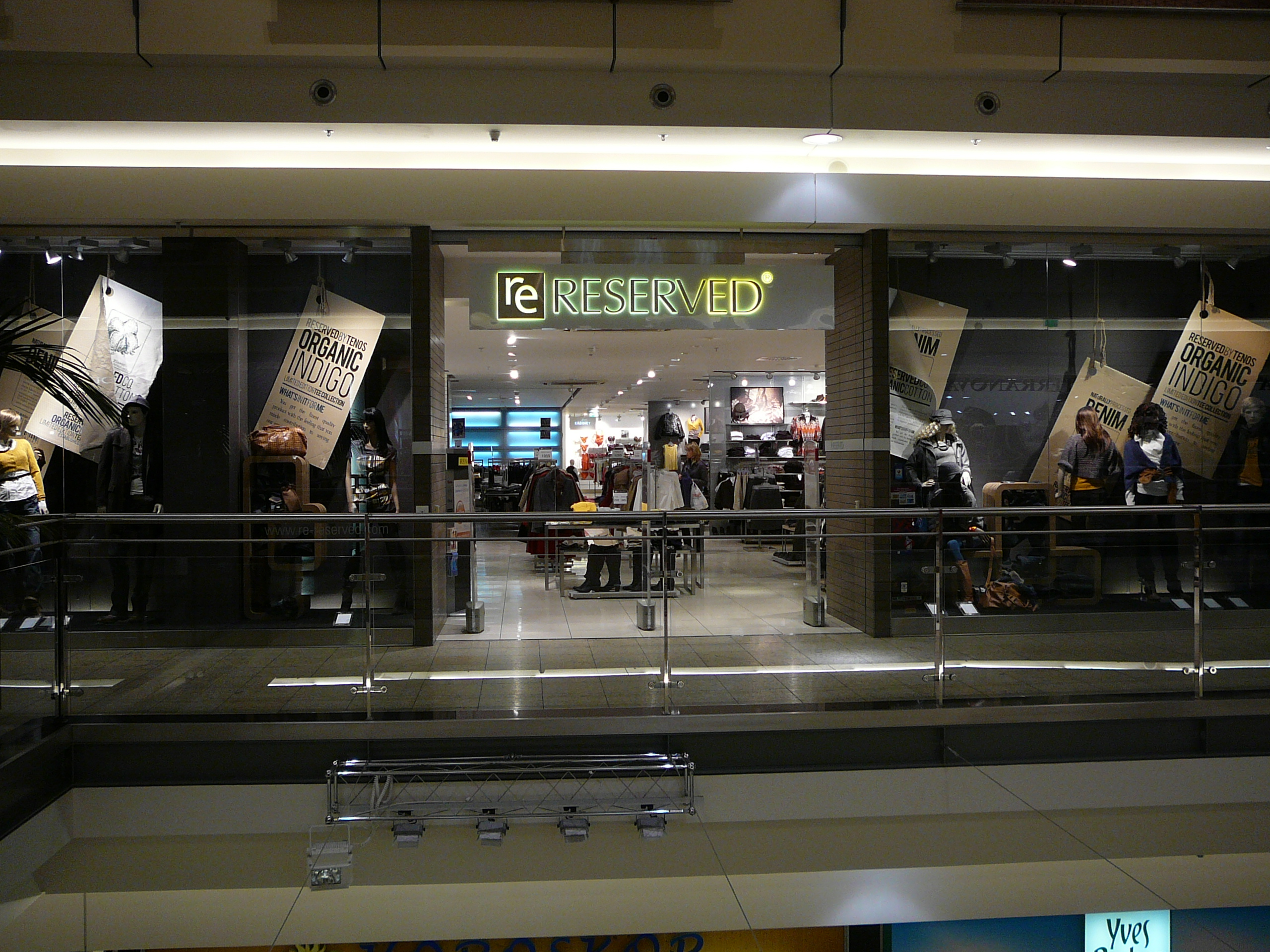
فروشگاهٰ Reserved در برتو جمهوری چک
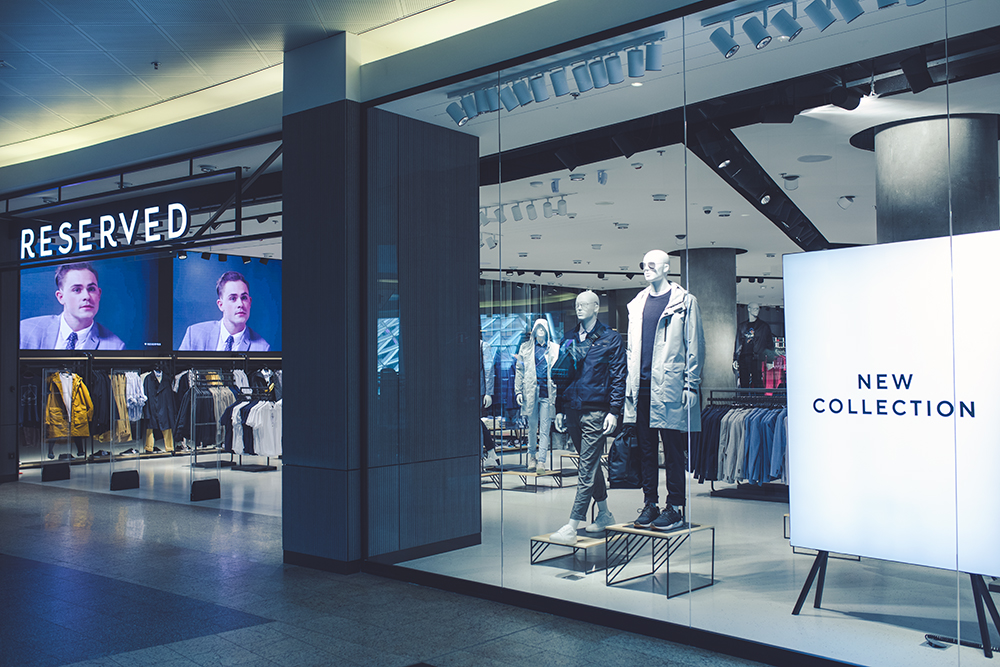
فروشگاهٰ Reserved در ورشو در لهستان
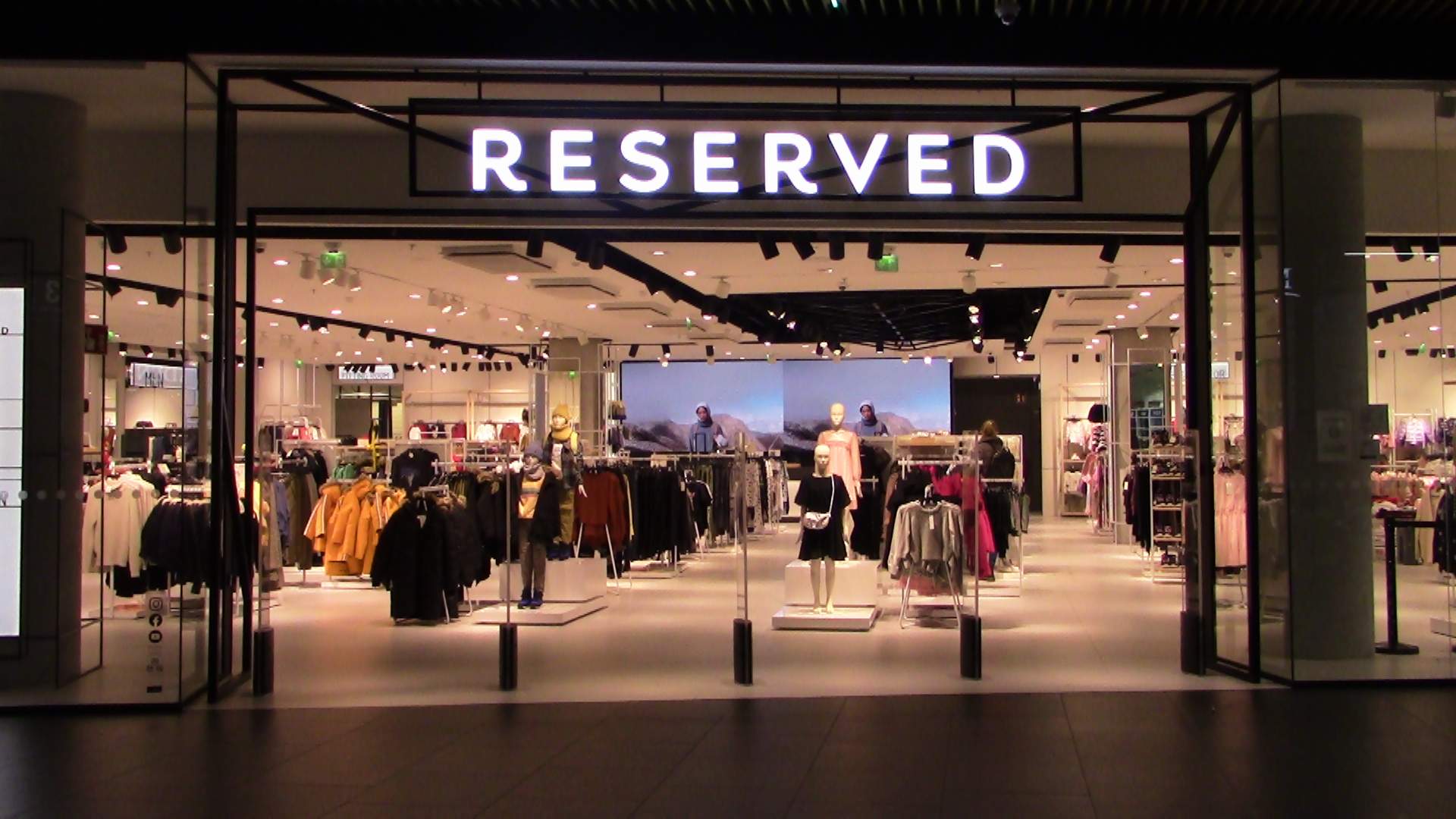
فروشگاهٰ Reserved در هلسینکی در فنلاند
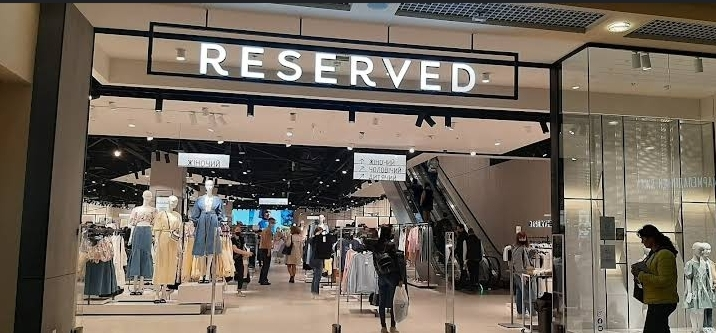
فروشگاهٰ Reserved در خارکوف در اوکراین
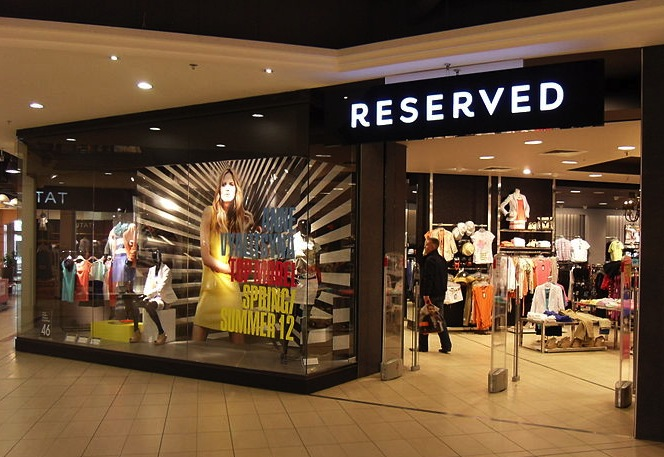
فروشگاهٰ Reserved در گدانسک در لهستان
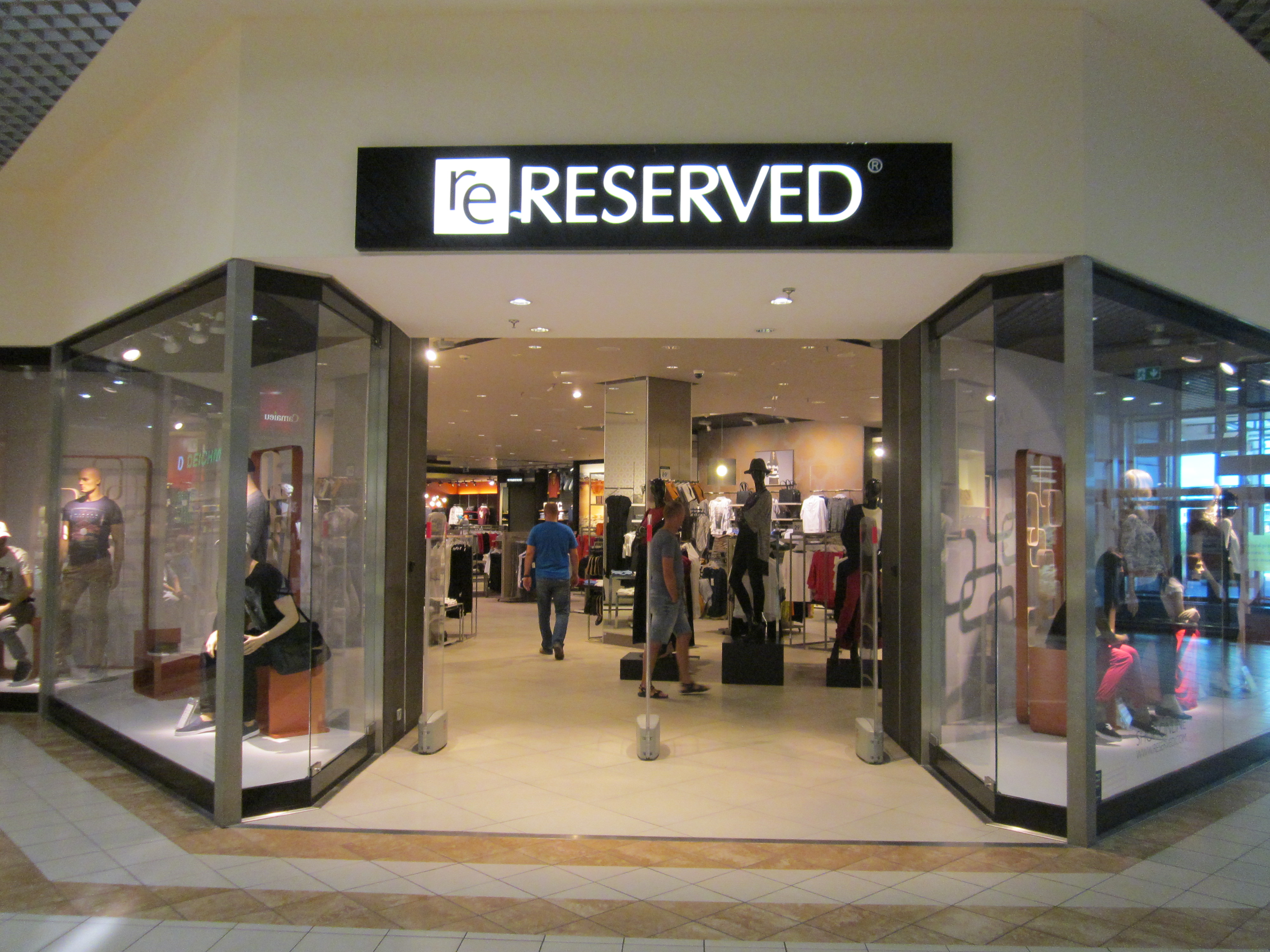
فروشگاهٰ Reserved در بیاویستوک در لهستان